# Castillo de la Mota
Castillo de La Mota är ett slott i Spanien.   Det ligger i staden Medina del Campo i provinsen Provincia de Valladolid och regionen Kastilien och Leon, i den centrala delen av landet, 140 km nordväst om huvudstaden Madrid. Castillo de La Mota ligger 745 meter över havet.
Terrängen runt Castillo de La Mota är platt, och sluttar söderut. Runt Castillo de La Mota är det ganska glesbefolkat, med 42 invånare per kvadratkilometer. Närmaste större samhälle är Medina del Campo, 0,57 km nordväst om Castillo de La Mota. Trakten runt Castillo de La Mota består till största delen av jordbruksmark.
Falangistpartiets kvinnoorganisation Sección Femenina hade slottet som sitt högkvarter.